# Lyndsay Reid
Lyndsay Reid (ur. 7 października 1952) – nowozelandzki judoka.
Uczestnik mistrzostw świata w 1993 i 2003. Startował w Pucharze Świata w 1993, 1998 i 2001. Trzeci na mistrzostwach Wspólnoty Narodów w 2004. Zdobył cztery medale mistrzostw Oceanii w latach 1992 - 2010. Mistrz kraju w latach 1993-1995 i 2000-2003.